# РАП (футбольный клуб)
РАП — бывший голландский футбольный клуб, базировавшийся в Амстердаме. Пятикратный чемпион страны, обладатель кубка Нидерландов.

## История
Основан в Амстердаме 14 ноября 1887 года. Был сформирован из трёх крикетных клубов: RUN, Amstels и Progress: RAP. Команде удалось пять раз выиграть чемпионат Нидерландов, а в не сезоне 1898/99 ни разу не проиграть. Кроме того, они первые в стране сделали золотой «дубль», выиграв вдобавок и кубок.
Сезон 1900/01 года команда завершила на четвёртом месте, а в сезоне 1901/02 — пятое. А в следующем сезоне (1902/03) клуб сенсационно едва не вылетел в первую лигу. Через несколько лет, правда, клуб все равно попадёт туда.
23 июля 1914 года в журнале «Sport Magazine» было объявлено, что два футбольных клуба решили объединиться. Создание нового клуба («Volharding-RAP-Combination: VRC») должно было положить конец клубу. Спустя ещё несколько лет футбола клуб в конце концов был расформирован и вернулся в крикет.

## Достижения

### Национальный
- Чемпионат Нидерландов по футболу
  -  Чемпион (5): 1891/92, 1893/94, 1896/1897, 1897/98, 1898/99
  -  Вице-чемпион (3): 1889/90, 1892/93, 1895/96.
  -  Бронзовый призёр (1): 1890/91.
- Кубок Нидерландов по футболу
  -  Обладатель (1): 1898/99.